# باشگاه فوتبال ردهیل
باشگاه فوتبال ردهیل (به انگلیسی: Redhill Football Club) یک باشگاه فوتبال در شهر ردهیل، ساری، کشور انگلستان است که در سال ۱۸۹۴ میلادی تأسیس شده است.